# Sieppijärvi (sjö i Kolari, Lappland, Finland)
Sieppijärvi eller Alinen Sieppijärvi är en sjö i Finland. Den ligger i kommunen Kolari i landskapet Lappland, i den norra delen av landet, 800 km norr om huvudstaden Helsingfors. Sieppijärvi ligger 148,9 meter över havet. Arean är 92,9 hektar och strandlinjen är 8,16 kilometer lång. Sjön  ingår i Torne älvs huvudavrinningsområde. 